# Alain de Solminihac
Blahoslavený Alain de Solminihac (25. listopadu 1593, Belet - 31. prosince 1659, Mercuès) byl francouzský římskokatolický kněz, biskup cahorský a člen Lateránských kanovníků.

## Život
Narodil se 25. listopadu 1593 v Beletu. Pocházel z bohaté, zbožné a vlastenecké rodiny. Studoval v Cahors a v Paříži. Chtěl se připojit k Maltézskému řádu aby sloužil Bohu jako voják. Když mu bylo 26 let vstoupil k augustiniánským kanovníkům do opatství v Périgueux. Roku 1623 se stal představeným opatství. Neúnavně obnovoval původní disciplínu a dávné dodržování; jeho reformy pronikly i do jiných opatství.
Roku 1636 byl jmenován diecézním biskupem v Cahors. V této službě sloužil do své smrti. Pokračoval v práci obnovení a evangelizací farností. Přes 23 let opakovaně navštěvoval každou farnost své diecéze. Nechal založit kněžský seminář a azyl. Podílel se na Tridentském koncilu a podle vzoru svatého Karla Boromejského uvedl své reformy v platnost. Zemřel 31. prosince 1659 v Mercuès.

## Proces svatořečení
Proces probíhá v diecézi Cahors. Prohlášen za ctihodného byl 19. června 1927 papežem Piem XI. Dne 13. července 1979 byl uznán zázrak na jeho přímluvu; okamžité vyléčení Marie Ledoux, které bylo čtyři nebo pět let, z onemocnění močového měchýře. Vše se odehrálo v Montauban.
Blahořečen byl 4. října 1981.